# Kirstie James
Kirstie James, verheiratete Klingenberg, (* 25. Mai 1989 in Auckland) ist eine ehemalige neuseeländische Radsportlerin, die vorrangig Rennen in Ausdauerdisziplinen auf der Bahn bestritt.

## Sportliche Laufbahn
Kirstie James begann ihre sportliche Laufbahn als Ruderin. Ihre letzte Ruderregatta bestritt sie 2012 in Russland bei den Universitäts-Weltmeisterschaften, wo das neuseeländische Boot nur einen für die Sportlerinnen enttäuschenden fünften Platz belegte. Da sich in dieser Sportart für sie keine weiteren Perspektiven boten, entschied sich James, auf Bahnradsport umzusatteln. 2013 startete sie erstmals bei nationalen Meisterschaften.
2015 wurde Kirstie James gemeinsam mit Holly Edmondston, Alysha Keith und Elizabeth Steel Ozeanienmeisterin in der Mannschaftsverfolgung. Zwei Jahre später belegte sie mit dem neuseeländischen Frauen-Bahnvierer aus Racquel Sheath, Rushlee Buchanan, Jaime Nielsen und Michaela Drummond bei den UCI-Bahn-Weltmeisterschaften 2017 Rang drei. Bei den Ozeanienmeisterschaften errang sie mit dem Vierer (Bryony Botha, Alysha Keith und Nina Wollaston) Silber und in der Einerverfolgung Bronze. Im selben Jahr startete sie bei den neuseeländischen Straßenmeisterschaften; im Einzelzeitfahren wurde sie Siebte, das Straßenrennen konnte sie nicht beenden.
2019 wurde James neuseeländische Meisterin in der Einerverfolgung und stellte dabei einen nationalen Rekord über  4:28,311 Minuten auf. Im selben Jahr wurde sie Ozeanienmeisterin in Einer- und Mannschaftsverfolgung. 2021 startete sie bei den Olympischen Spielen in Tokio im Sprint (27.) und in der Mannschaftsverfolgung (Rang acht). Ende des Jahres 2021 erklärte Kirstie James ihren Rücktritt vom aktiven Radsport. Als Gründe nannte sie den Suizid ihrer Mannschaftskameradin Olivia Podmore sowie die daraus resultierenden Turbulenzen im neuseeländischen Radsportverband.

## Erfolge
2015
- Ozeanienmeisterin – Mannschaftsverfolgung (mit Holly Edmondston, Alysha Keith und Elizabeth Steel)

2017
- Weltmeisterschaft – Mannschaftsverfolgung (mit Racquel Sheath, Rushlee Buchanan, Jaime Nielsen und Michaela Drummond)
- Ozeanienmeisterschaft – Mannschaftsverfolgung (mit Bryony Botha, Alysha Keith und Nina Wollaston)
- Ozeanienmeisterschaft – Einerverfolgung
- Neuseeländische Meisterin – Scratch

2017/18
- Ozeanienmeisterin – Einerverfolgung, Punktefahren, Mannschaftsverfolgung (mit Bryony Botha, Racquel Sheath, Michaela Drummond und Rushlee Buchanan)

2018
- Commonwealth Games – Mannschaftsverfolgung (mit Bryony Botha, Michaela Drummond, Rushlee Buchanan und Racquel Sheath)

2019
- Weltcup in Cambridge – Mannschaftsverfolgung (mit Bryony Botha, Rushlee Buchanan und Racquel Sheath)
- Neuseeländischer Meister – Einerverfolgung, Scratch, Punktefahren, Mannschaftsverfolgung (mit Racquel Sheath, Bryony Botha und Rushlee Buchanan)
- Weltcup in Cambridge – Mannschaftsverfolgung (mit Bryony Botha, Rushlee Buchanan und Holly Edmondston)

2019/20
- Ozeanienmeisterin – Einerverfolgung, Mannschaftsverfolgung (mit Jessie Hodges, Emily Shearman und Nicole Shields)

2020
- Neuseeländische Meisterin – Mannschaftsverfolgung (mit Ally Wollaston, Nina Wollaston und Jessie Hodges)

2021
- Neuseeländische Meisterin – Punktefahren, Mannschaftsverfolgung (mit Nicole Shields, Emily Paterson und Rylee McMullen)